# HétköznaPICSAlódások
A HétköznaPI CSAlódások egy 1990-ben alakult magyar punkegyüttes.

## Történet
A zenekar 1990 novemberében alakult, Picsa néven. Kezdetben Megyeri Ferenc basszusgitározott és Balha Vilmos énekelt felváltva, de később Megyeri lett az állandó énekes. Rövid ideig Tomek Vladó, Kutas Gábor és Kelemen Gábor is tag volt. 1991 tavaszára Bársony Barnabás is tag lett a zenekarban, és kialakult a klasszikus felállás. 1991-ben a Szép az ország, új a rendszer, 1992-ben a Vakáció a Balkánon és 1993-ban a Vörös Front című próbatermi felvételeket adta ki a HétköznaPICSAlódások. Ezeket a kazettákat 1994-ben a Nyaljátok ki! című felvétel követte.
1994 nyarán a Diákszigeten dupla koncertet adott az együttes. Koltai Csaba és Balha Vilmos egy ideig kiléptek a zenekarból, és külföldre utaztak dolgozni. Másfél évig Frank Előd és Hajdú Krisztián alakították a ritmusszekciót. 1995-re, A Terrorista Visszatér című albumra már visszatért a két alapító tag, kiegészülve Bánfai Attilával. 1996-ban jelent mag az első öt album legnépszerűbb számaiból egy válogatás, Legjobb Picsák címmel. 1997-ben jelent meg az első CD Isten hozott nálunk, Johnny! címmel. A zenekar csatlakozott az Utazó Punkcirkusz című fesztiválhoz az Aurora és a Prosectura társaságában. A Pankráció című válogatásalbumon két szerzeménnyel szerepelt a HétköznaPICSAlódások. 1998-ban következett a Hangulatjelentés című CD.
Egy baloldali szervezet (B. A. T.: Budapesti Autonóm Társulás) a zenekar megkérdezése nélkül szerepeltette néhány dalukat a Rap és Punk a Fasizmus Ellen című válogatásalbumán, emiatt a zenekart jobboldali politikusok és újságírók (Csurka István, illetve Lovas István, Belénessy Csaba) támadták. Az ügy végül elhalt. 1999-ben a zenekar kiadott egy válogatásalbumot Ludd Tábornok, avagy két műszak fűszag címmel. Ezen jórészt az első négy demó anyagai hallhatóak, kissé átdolgozott formában. Később Bánfai és Koltai kiléptek a zenekarból. Az új dobos Mészáros Miklós, az új gitáros Szaklajda László lett. 2000-ben először egy újabb stúdióalbum, a Szélsődal, majd a zenekar tizedik születésnapján rögzített SzülinaPUNK című koncert jelent meg CD-n. Videókazettán is kiadták.
2001-ben ismét feljelentették a zenekart néhány korábbi, próbatermi felvétel miatt. Az ügynek nagy sajtóvisszhangja[forrás?] volt. Ebben az évben szintén két kiadványt adtak ki, a Dollár, Hatalom, Pornó című stúdióalbumot, és az Archív+ című kazettát, melyen az első három demóról szemezgettek számokat. A számok között Megyeri és Gróf Balázs beszélgetnek. 2003-ban jelent meg a Globalhé című album. 2004 elején megjelent második kazettájuk Tankok helyett Pankok címmel. 
2006-ban Balha Vilmos kilépett, helyére Szabó Zoltán került. Balha nem sokkal később autóbalesetben életét vesztette. Ebben az évben jelent meg az Én József Attila, itt vagyok című album, amelyen József Attila versek hallhatóak, megzenésítve. 2007-ben jött ki a Közönség Elleni Izgatás című lemez, rajta egy emlékszámmal a 2006-ban elhunyt Balha Vilihez. 2009-ben kiadták Ria Ria Anarchia című nagylemezüket, s honlapjukon mindenki számára ingyen letölthetővé tették.
2021-ben nagy nyilvánosságot kapott Facebook-bejegyzésük, mely szerint az államilag finanszírozott 2020 végi raktárkoncertjüket a kormánypártra nézve kritikus hangvétele miatt cenzúrázták, a stáb egyik tagját, aki átkötőket adott elő a számok között, a lakása előtt ismeretlenek megverték a felvételt követő napokban. 2021 januárjában a csapat újraforgatta a filmet és közzétette a YouTube-on, a megvert bohóc szereplésével és a kihagyott számokkal együtt.

## Tagok

### Kezdeti, hivatalos felállás
- Megyeri Ferenc – ének
- Bársony Barnabás – gitár
- Balha Vilmos – basszusgitár
- Koltai Csaba – dob

### Klasszikus felállás
- Megyeri Ferenc – ének
- Bársony Barnabás – gitár, vokál
- Bánfai Attila – gitár
- Balha Vilmos – basszusgitár
- Koltai Csaba – dob

### Jelenlegi felállás
- Megyeri "Ferry"  Ferenc – ének (1990-től)
- Bársony "Bearnie" Barnabás – gitár, vokál (1991-től)
- Szaklajda "Szaki" László – gitár (1999-től)
- Szlaukó Tibor – basszusgitár, vokál (2014-től)
- Bruszel Balázs – trombita (2009-től)
- Mészáros "Bolond" Miklós – dob (1999-2011, 2015-től)

### Régebbi és alkalmi tagok
- Balha "Willy" Vilmos – basszusgitár (1990-1993, 1995-2006) (RIP)
- Kelemen "Egon" Gábor – ének (1990-1991)
- Tomek Vlado – gitár, később basszusgitár (1990-1991, 1993-1994)
- Kuti Gábor – basszusgitár (1993)
- Hegedűs Krisztina – ének, vokál (1994)
- Hajdú Krisztián – basszusgitár (1994)
- Frank "Franky" Előd – dob (1993-1994)
- Bánfai "Frigyes" Attila – gitár (1995-1999)
- Koltai "Duly Ramone" Csaba – dob (1990-1993, 1995-1999)
- Czimerman "Cimi" Csaba – dob (2011-2012)
- Szabó "Öreg" Zoltán – basszusgitár, vokál (2006-2014)
- Czinder Gábor – dob (2012-2015)

## Diszkográfia

### Nagylemezek
- Szép az ország! Új a rendszer! (1992)
- Vakáció a Balkánon (1992)
- Vörös Front (1993)
- Nyaljátok ki! (1994)
- A terrorista visszatér (1995)
- Isten hozott nálunk, Johnny! (1997)
- Hangulatjelentés (1998)
- Ludd Tábornok, avagy két műszak fűszag (1999)
- Szélsődal (2000)
- Dollár, Hatalom, Pornó (2001)
- Globalhé (2003)
- ...Én József Attila, itt vagyok (2006)
- Közönség elleni izgatás, avagy újra hódít a polbít (2007)
- RIARIAANARCHIA (2009)
- Inkább 20 mint túsz (2010)
- Orindzsúz & brévnyúvörld (2012)
- Pont (2015)
- Nihilista Rock 'N' Roll (2017)
- Csókol Attila... (2020)
- Rohanunk a forradalomba (2023)

### Koncertlemezek
- SzülinaPUNK (2000)
- Három csapás avagy a Köztársaság utolsó lehelete (2011)
- Mi a Picsa, avagy negyedszázad lázad (2016)

### Válogatások
- A legjobb Picsák (1996)
- Archív+ (2001)